# Holger Mück

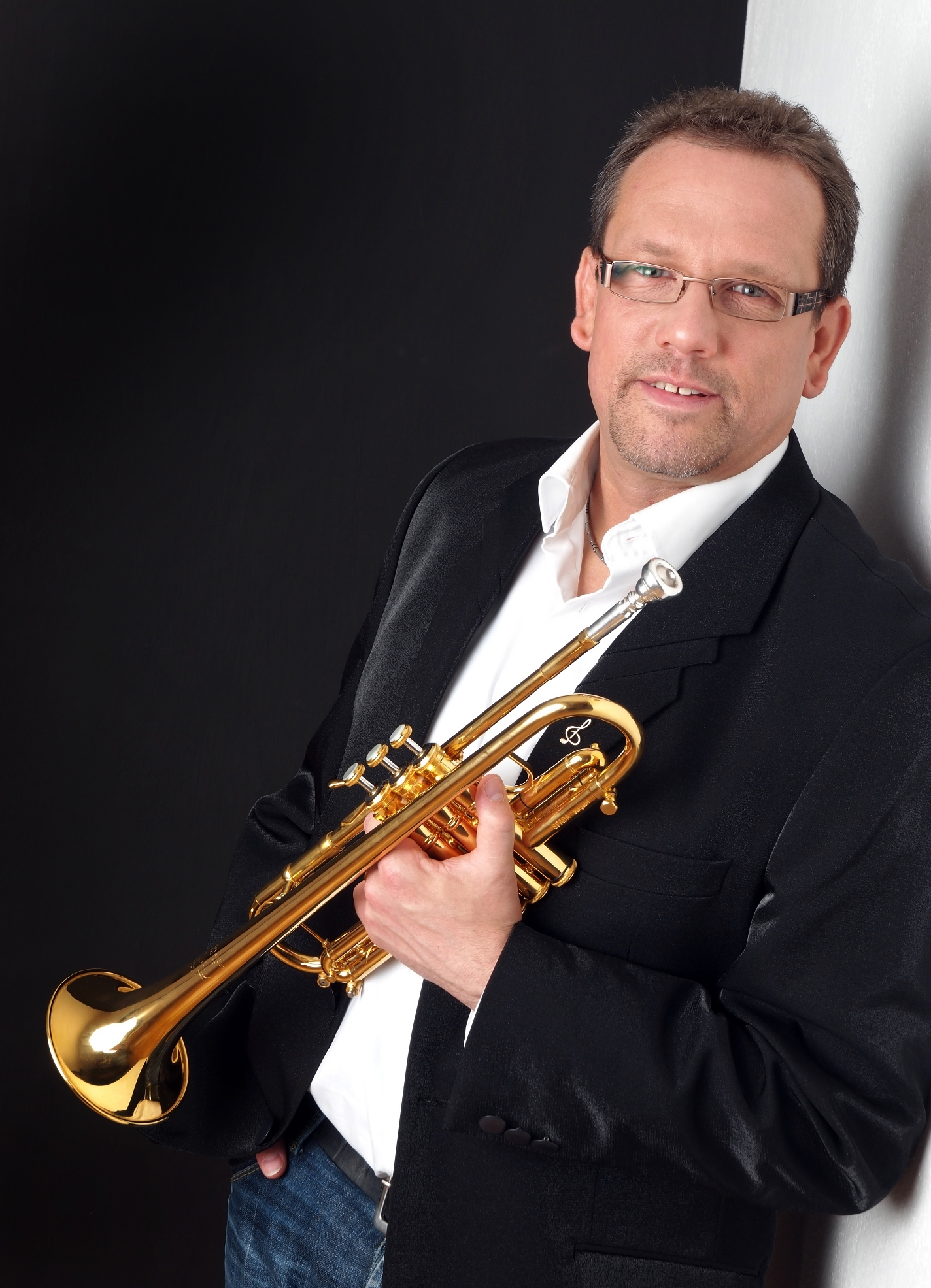
Holger Mück (2014)

Holger Mück  (* 15. Januar 1975 in Kronach) ist ein deutscher Solotrompeter, Leiter seines böhmischen Blasorchesters, Musiker, Autor, Komponist und Arrangeur.

## Leben
Mück hatte seinen ersten Kontakt mit der Trompete im Alter von sechs Jahren. Seine ersten öffentlichen Auftritte absolvierte er mit der Jugend- und Blaskapelle Buchbach und den „Lustigen Musikanten“ aus Buchbach, deren musikalischer Leiter er später wurde. Karl-Heinz Neubauer, stellvertretender Solotrompeter der Neuen Lausitzer Philharmonie wurde sein Trompetenlehrer und Förderer, der ihn bis zum Studium begleitete.
Nach einer klassischen Trompetenausbildung am Hermann-Zilcher-Konservatorium für Musik in Würzburg bei Richard Carson Steuart führte ihn sein Weg zum Luftwaffenmusikkorps 1 nach München/Neubiberg. Nach seinem Grundwehr- und Zeitdienst in München studierte Mück an der Fachhochschule Coburg, die er 2001 mit dem Titel „Diplomingenieur (FH) Elektrotechnik“ abschloss.
Von 1998 bis 2004 leitete Holger Mück in seiner Heimat die „Orchesterschule Rennsteig e. V.“ Er veröffentlichte mehrere Tonträger mit dem Duo „Sandra & Holger“. Im Jahr 2004 gründete er die „Brassonic-Bläserschule“. Im gleichen Jahr legte Mück den Grundstein für sein „Egerländer Blasorchester“. Das Orchester Holger Mück wurde im Jahr 2004 von ihm gegründet und bestand zur Gründung aus Musikerinnen und Musikern aus Nordbayern und Südthüringen.
Zudem testet und beurteilt Mück seit 2001 Trompeten, Flügelhörner sowie Zubehör für Bläser für das Fachmagazin sonic - sax&brass sowie für das Magazin tools4music, außerdem rezensiert er Tonträger und Musikliteratur. 2015 erschien sein Buch Böhmisch mit Herz, welches die Stilistik, Spielweise und Interpretation böhmischer und Egerländer Blasmusik erklärt. Als Workshop-Dozent und Wertungsrichter ist Mück in Deutschland, Österreich, Belgien, den Niederlanden und der Schweiz tätig. 2020 erschien eine Übersetzung ins Niederländische und 2021 die zweite erweiterte Auflage von „Böhmisch mit Herz“.
Von 2020 bis 2022 absolvierte Mück ein Studium zum Audio Engineer am Hofa College, er schloss erfolgreich mit dem Diploma ab.
2023 erschien der Ratgeber Fränkisch mit Herz…Spielweise, Phrasierung und Interpretation fränkischer Volks- und Blasmusik in Zusammenarbeit mit BR-Heimat-Moderator Werner Aumüller.
Mück lebt in Buchbach/Obfr., ist verheiratet und Vater zweier Töchter.

## Ehrungen und Auszeichnungen
- 2001: Musikantenkönig (Achims Hitparade).
- „Musikantenkaiser“ des MDR 2001 (zusammen mit Sandra Spindler)
- 2009 wurde die Biographie Mücks in das Große Buch der Trompete (2. Band) von Friedel Keim aufgenommen.
- 2016 Ehrennadel Bund der Eghalanda Gmoin

## Veröffentlichungen
- Böhmisch mit Herz - Spielweise, Phrasierung und Interpretation böhmischer Blasmusik. ISBN 978-3-95812-074-7; 2., erweiterte Auflage. 2021, ISBN 978-3-943037-51-7.
- Fränkisch mit Herz - Spielweise, Phrasierung und Interpretation fränkischer Blasmusik. ISBN 978-3-943037-53-1; DVO-Verlag[3]
- Veröffentlichungen im Fachmagazin „sonic - Sax & Brass“
- Veröffentlichungen im Fachmagazin „tools4musc“
- Texte zu unterschiedlichen Blasmusik-Kompositionen („Nur mit Dir“, „Im Tal der Liebe“, „Im Zauberwald“, „Wir sind Egerländer Musikanten“, „Ja so bist du“, „Im Zauberwald“, uvam.)

## Kompositionen (Auszug)
- Egerländer Musikantenfest, Polka (Mück/Böswald)
- Träumender Stern, Slow (Mück/Böswald)
- Nur mit dir, mit dir allein, Polka mit Gesang
- Unvergänglich böhmisch, Polka
- Mein Egerländer Herz, Polka
- Böhmischer Sommer, Polka (Mück/Pfluger)
- Musikantenglück, Polka (Mück/Böswald)
- Von Herz zu Herz, Slow
- Trumpet moments, Slow
- Lebensfreu(n)de, Polka
- Von ganzem Herzen sind wir Musikanten, Gesangspolka
- Trumpet hearts, Slowrock
- Sag nur einmal ja, Polka (Pfluger/Mück)
- Böhmische Jubiläumsgrüße, Polka
- Ja so bist Du!, Polka
- Finkensteiner-Polka
- Egerländer Sonntagsgruß, Polka
- Böhmische Erinnerung, Polka
- Laurentius-Polka
- Kinderherzen, Polka
- Anja - Polka (Arr. Franz Watz)
- Herzfeuer - Rock-Ballade für Solo-Trompete
- Egerländer Blut, Konzertmarsch
- Crana Musica, Konzertmarsch für den NBMB im Landkreis Kronach
- Ich zeige Dir die Sterne, Walzer mit Gesang
- Mein Egerländer Stern, Polka
- Vita cum Musica - Ein Leben mit Musik, Konzertmarsch[4]

## Diskografie
- 1998 Augen wie Feuer
- 2000 Weihnachten mit Holger Mück
- 2001 Nur ein kleines Lied, Sandra Jacob
- 2002 Alles wegen Dir, Sandra Jacob
- 2002 Mitten ins Herz, Demo-CD
- 2004 Weihnachten mit Sandra Jacob & Holger Mück
- 2007 Von ganzem Herzen Blasmusik, Orchester Holger Mück
- 2008 Spiel das Lied noch einmal, Single-CD Sandra & Holger Mück
- 2009 Egerländer Musikantenfest, Orchester Holger Mück
- 2011 Böhmisches Dankeschön, Bernd Wolf und seine Egerländer Musikanten
- 2012 Unvergänglich Böhmisch, Orchester Holger Mück (OHM)
- 2014 Egerländer Blasmusik aus Leidenschaft - Das Beste, Orchester Holger Mück (OHM)
- 2015 Wir sind Egerländer Musikanten, Orchester Holger Mück (OHM)
- 2016 Böhmisch mit Herz - Vol.1.
- 2018 Die großen Erfolge, Orchester Holger Mück (OHM)
- 2018 Egerländer Blut, Orchester Holger Mück (OHM)
- 2020 Happy Trumpet, Single
- 2020 Soulman's Trumpet, Single
- 2020 My Song for You, Single
- 2021 Herzfeuer, Single
- 2021 Mit Dir, Single
- 2022 Sunrise Avenue, Single
- 2022 Bergkristall, Single
- 2022 Egerländer Sterne, Holger Mück und seine Egerländer Blasmusik
- 2023 Fränkisch mit Herz, Album, Orchester Holger Mück, fränkische Volksmusik[5]
- 2024 Lieder und Weisen - Flügelhorn-Duette mit Herz[6]